# Yui (énekes)
Yui (Fukuoka prefektúra, 1987. március 26. –), stilizálva YUI japán énekes-dalszövegíró, multi-instrumentalista, színész. Fukuoka prefektúrában született és nevelkedett, különböző helyeken zenélt a szülővárosában, amíg 17 éves korában a Sony Music Japan fel nem figyelt rá, majd néhány hónappal később meg nem jelentette a bemutatkozó kislemezét. A kislemezei csak mérsékelt sikereket értek el, az áttérést a Good-bye Days hozta el, ami 44 hétig szerepelt az Oricon eladási listáján.
Bemutatkozó stúdióalbuma, a From Me to You óta mindegyik nagylemeze az első helyet érte el a japán eladási listákon, és 2007 óta évente legalább egy kislemeze is elérte a csúcsot; 2008 közepe és 2010 vége között egymás után nyolc dala volt erre képes.
Japánban és a környező országokban is népszerű, 2011-ben az első helyen végzett a Count Down TV „legkedvesebb női előadó”, valamint a Music Station „művészek, akikkel legszívesebben összeházasodnál”, valamint a Radio Television Hong Kong „legnépszerűbb japán előadó” szavazásán.
2013-ban miután egy évvel korábban szólóelőadóként kivonult a zenei színtérről megalapította a Flower Flower nevű együttest.

## Diszkográfia
Studióalbumok
- 2006: From Me to You
- 2007: Can’t Buy My Love
- 2008: I Loved Yesterday
- 2010: Holidays in the Sun
- 2011: How Crazy Your Love

Válogatásalbumok
- 2008: My Short Stories
- 2012: Green Garden Pop
- 2012: Orange Garden Pop

## Filmográfia

### DVD-k
- 2007: Thank You My Teens
- 2011: Yui 4th Tour 2010: Hotel Holidays in the Sun
- 2012: Yui 5th Tour 2012 Cruising: How Crazy Your Love

### Filmek és televíziós szereplések
| Év   | Cím          | Szerep                 |
| ---- | ------------ | ---------------------- |
| 2006 | Taijó no uta | Amane Kaoru (főszerep) |
| 2011 | Kaitó Royale | Cameo                  |

## Díjak és jelölések
| Év   | Jelölt              | Díj                                                                    | Eredmény |
| ---- | ------------------- | ---------------------------------------------------------------------- | -------- |
| 2007 | Yui                 | 20. Japan Gold Disc Awards: Az év előadója                             | Jelölve  |
| 2007 | Yui                 | 30. Japán Filmakadémia díja: Az év újonca                              | Elnyerte |
| 2007 | Good-bye Days       | MTV Video Music Awards Japan: Legjobb filmes videó (a Midnight Sunból) | Jelölve  |
| 2008 | Yui                 | MTV Student Voice Award 2008: Legjobb előadó                           | Elnyerte |
| 2008 | Love & Truth        | MTV Video Music Awards Japan: Best Pop Video                           | Jelölve  |
| 2008 | Love & Truth        | MTV Video Music Awards Japan: Legjobb filmes videó (a Closed Note-ból) | Jelölve  |
| 2008 | My Generation       | Space Shower Music Video Awards 08: Legjobb popvideó                   | Elnyerte |
| 2010 | Gloria              | 1st Brazil’s J-Station Music Awards: Az év slágere                     | Elnyerte |
| 2011 | Rain                | MTV Video Music Awards Japan: Legjobb női videó                        | Jelölve  |
| 2011 | Holidays in the Sun | MTV Video Music Awards Japan: Az év albuma                             | Jelölve  |